# Nguyễn Thị Ngọc Tú
Nguyễn Thị Ngọc Tú (1942-2013) là nữ nhà văn Việt Nam được tặng Giải thưởng Nhà nước về Văn học nghệ thuật đợt I năm 2001. Bà là Ủy viên Ban chấp hành Hội Nhà văn Việt Nam khóa IV, nguyên Tổng biên tập tạp chí Tác phẩm mới của Hội Nhà văn Việt Nam. Bà nổi danh trên văn đàn Việt Nam vào những thập kỷ 60, 70, 80 của thế kỷ XX.

## Tiểu sử
Nguyễn Thị Ngọc Tú sinh ngày 25 tháng 12 năm 1942 tại Hà Nội. Bà từng là giáo viên cấp 2 tại Sơn Tây, sau đó đi học khóa I Trường Viết văn của Hội Nhà văn Việt Nam. Những năm 1965-1967, bà trở thành phóng viên báo Vùng Mỏ thuộc tỉnh Quảng Ninh. Sau đó, Nguyễn Thị Ngọc Tú về làm phóng viên, biên tập viên của tuần báo Văn Nghệ rồi làm Tổng Biên tập tạp chí Tác phẩm Mới của Hội Nhà văn Việt Nam. Bà có một con gái là nhà văn Nguyễn Thị Thu Huệ.
Nguyễn Thị Ngọc Tú từ trần vào hồi 17 giờ 30 ngày 20 tháng 5 năm 2013 tại Hà Nội.
Bà được tặng Giải thưởng Nhà nước về Văn học nghệ thuật đợt I năm 2001 với các tiểu thuyết: Đất làng, Hạt mùa sau, Ảo ảnh trắng.

## Tác phẩm
- Huệ (Tiểu thuyết, 1964)
- Người hậu phương (truyện ngắn, 1966)
- Đất làng (Tiểu thuyết, 1974)
- Buổi sáng (Tiểu thuyết, 1976)
- Ngõ cây bàng (Tiểu thuyết, 1980)
- Câu chuyện dưới tán lá rợp (truyện ngắn, 1982)
- Dưới tán lá rợp (kịch bản phim 2003)
- Ngôi Sao ( 2005 )
- Những dấu chân phía chân trời (truyện ngắn, 1983)
- Hạt mùa sau (Tiểu thuyết, 1984)
- Giã từ mùa đông (Tiểu thuyết, 1989)
- Khoảng trời phía sau nhà (truyện ngắn, 1989)
- Chỉ còn anh và em (Tiểu thuyết, 1990)
- Hai người và những con sóng (Tiểu thuyết, 1992)
- Cỏ ấm (truyện ngắn, 1998)
- Cỏ lồng vực (truyện phim, 1996)
- Ảo ảnh trắng (truyện phim, 1997)

"Đặc biệt tiểu thuyết Chỉ còn anh và em là những kỷ niệm với người bạn thân thiết, nhà thơ Xuân Quỳnh. Tiểu thuyết này được những người cảm thông với số phận của nhà thơ Xuân Quỳnh đọc và giải mã như một cuốn hồi ký đáng tin cậy." 

## Nhận xét
| “                     | Bà đã sống hết mình và hết mình cả cho những trang viết trong những năm tuổi trẻ. Một nhà văn viết khỏe, hàng vạn trang sách như vậy phải là một người rất khỏe về trí não mới có thể cày cuốc lâu bền trên những trang viết. Nếu như coi tâm sức nhà văn là cái vốn cố định thì Nguyễn Thị Ngọc Tú đã chi dùng quá hào phóng cho việc viết lách trong những năm tuổi trẻ. Nhưng nói như vậy cũng không đúng hẳn. Sang những năm đầu của thập kỷ mới, bà còn cho xuất bản một cuốn tiểu thuyết gần 500 trang. Những tập kịch bản phim truyền hình nhiều tập sừng sững trên mặt bàn như Cỏ lồng vực, Ảo ảnh trắng, Câu chuyện dưới tán lá rợp... uy hiếp bất cứ ai dám bảo bà chỉ dồi dào sức sáng tạo ở trước tuổi năm mươi mà thôi. | ” |
| — nhà văn Hồ Anh Thái | |   |

## Vinh danh
- Giải thưởng Nhà nước về Văn học nghệ thuật đợt I năm 2001

### Giải thưởng văn học
- Giải nhì cuộc thi truyện ngắn báo Văn Nghệ năm 1962 với truyện ngắn Một đứa trẻ
- Giải thưởng Hội Nhà văn Việt Nam 1985 với tiểu thuyết Hạt mùa sau
- Giải B Văn học công nhân 1998 với tiểu thuyết Hai người và những con sóng.